# Литературная энциклопедия
«Литерату́рная энциклопе́дия» — энциклопедия, издававшаяся в СССР с 1929 года; издание было прервано после выхода в 1939 году 11-го тома (последняя статья — «Фортегуерри»). Впоследствии не переиздавалась; размещена в электронном виде на сайте Фундаментальной электронной библиотеки.
Всего в энциклопедии размещено более 10 тысяч статей, в том числе о национальных языках и литературе, творчестве национальных литераторов, литературных школах, течениях, направлениях, подробно описаны литературные понятия и т. д.

## История издания
Энциклопедия выходила в издательствах:
- издательство Коммунистической академии (тома 1—5);
- «Советская энциклопедия» (тома 6—9);
- «Художественная литература» (тома 10—11).

| № тома | Статьи                                                           | Год издания |
| ------ | ---------------------------------------------------------------- | ----------- |
| 1      | Абай — Бывалов                                                   | 1930        |
| 2      | Былины — Грибоедов                                               | 1929        |
| 3      | Григорович — Дяльский                                            | 1930        |
| 4      | Евангелие — Ишки                                                 | 1930        |
| 5      | Каани — Кюхельбекер                                              | 1931        |
| 6      | Ла Барт — Маркс                                                  | 1932        |
| 7      | Марлинский — Немецкая литература                                 | 1934        |
| 8      | Немецкий язык — Плутарх                                          | 1934        |
| 9      | Пнин — Роман                                                     | 1935        |
| 10     | Романов — «Современник» (журнал Н. А. Некрасова и И. И. Панаева) | 1937        |
| 11     | Стансы — Фортегуерри                                             | 1939        |
| 12     | Фортунат — Яшвили                                                | —           |

10-й том «Литературной энциклопедии» был подготовлен к печати в 1937 году, однако не был пропущен партийной цензурой (существует предположение, что недовольство вызвала масштабная статья «Русская литература»). Близкая к окончательной вёрстка этого тома сохранилась в домашней библиотеке одного из участников энциклопедии и была издана репринтным способом в Мюнхене в 1991 году.
В 2005 году в серии «Библиотека словарей» Словарного издательства ЭТС вышел CD-ROM (ISBN 5864672112 (ошибоч.)) с «Литературной энциклопедией» в 12 томах. Как утверждают издатели, 10-й и 12-й тома, которые «частично сохранились в архивах, частично как рукописные материалы», были ими восстановлены.

### Редакционная коллегия
Данные приводятся согласно самой энциклопедии (размещены на сайте ФЭБ). Несмотря на то, что В. Фриче умер в 1929 году (некролог опубликован в 3-м томе), он значился в редакционной коллегии вплоть до 9 тома (1935); А. Луначарский, умерший в 1933 году (некролог опубликован в 7-м томе), формально оставался главным редактором до последнего изданного тома (1939).
Ответственный редактор (тома 1—6), главный редактор (тома 7—11):
- В. М. Фриче (тома 1—2)
- А. В. Луначарский (тома 3—11)

Ответственный секретарь (тома 1—5), учёный секретарь (тома 6—11):
- О. М. Бескин (тома 1—5)
- М. С. Гельфанд (том 6)
- Е. Н. Михайлова (тома 7—11)

Редакционная коллегия:
- И. М. Беспалов (тома 2—4)
- П. И. Лебедев-Полянский
- А. В. Луначарский
- И. Л. Маца (тома 2—9)
- И. М. Нусинов
- В. Ф. Переверзев (тома 1—3)
- Н. А. Скрыпник (тома 1—6)
- В. М. Фриче (тома 1—9)

## Авторы
Активное участие в создании энциклопедии принимали: В. Ф. Асмус, Д. Д. Благой, В. С. Нечаева, Б. М. Гранде, К. Н. Державин, А. К. Дживелегов, Т. М. Левит, Е. Д. Поливанов, Н. Н. Поппе, М. В. Сергиевский, Л. И. Тимофеев, И. М. Тронский (Троцкий), А. Г. Фомин, Р. О. Шор, Л. М. Поляк и другие.
В соответствии с советским законодательством об авторском праве, автором энциклопедии в целом являлся её издатель, автором конкретных статей — их реальные авторы, поэтому в общественное достояние перешли только некоторые статьи (в частности, неподписанные тексты и тексты авторов, которые умерли до 22 июня 1941 года, при условии, что они не были репрессированы и реабилитированы посмертно).